# Шишовское сельское поселение (Кировская область)
Шишовское сельское поселение  — муниципальное образование в составе Санчурского района Кировской области России.
Центр — деревня Большая Шишовка.

## История
Шишовское сельское поселение образовано 1 января 2006 года согласно Закону Кировской области от 07.12.2004 № 284-ЗО.

## Население
| 2010 | 2012 | 2013 | 2014 | 2015 | 2016 | 2017 |
| ---- | ---- | ---- | ---- | ---- | ---- | ---- |
| 893  | ↘847 | ↘826 | ↘767 | ↘747 | ↘725 | ↘713 |
| 2018 | 2019 |      |      |      |      |      |
| ↘670 | ↘657 |      |      |      |      |      |

## Состав
В состав поселения входят 35 населённых пунктов (население, 2010):
| - деревня Большая Шишовка — 259 чел.; - деревня Агеево — 24 чел.; - село Алексеиха — 202 чел.; - деревня Баимово — 5 чел.; - деревня Большое Павлово — 11 чел.; - деревня Большое Притыкино — 1 чел.; - деревня Большое Серково — 0 чел.; - деревня Боркино — 0 чел.; - деревня Бородинские — 0 чел.; - деревня Вардушино — 1 чел.; - деревня Васькино — 3 чел.; - село Великоречье — 4 чел.; - деревня Вьезжево — 0 чел.; | - деревня Гарино — 0 чел.; - деревня Дмитриевская Патья — 1 чел.; - деревня Елофимиха — 7 чел.; - деревня Каменново — 6 чел.; - деревня Кирино — 7 чел.; - деревня Корелино — 1 чел.; - деревня Кузнецово — 3 чел.; - деревня Левкино — 0 чел.; - деревня Легканур — 1 чел.; - деревня Малая Шишовка — 172 чел.; - деревня Малое Притыкино — 0 чел.; - деревня Малый Убрень — 5 чел.; | - деревня Марьинская Патья — 0 чел.; - село Мусерье — 43 чел.; - деревня Окозино — 73 чел.; - деревня Ошманур — 51 чел.; - деревня Плешково — 0 чел.; - деревня Пьянково — 1 чел.; - деревня Упирково — 1 чел.; - деревня Шабалин — 7 чел.; - деревня Широково — 0 чел.; - деревня Шишелово — 4 чел. |